# The Client List (serie de televisión)
The Client List es una serie de televisión estadounidense del género dramático, basada en la película para televisión de 2010 del mismo nombre. Fue protagonizada por Jennifer Love Hewitt, quien retoma el personaje protagonista de la película. La serie se estrenó el 8 de abril de 2012 por la cadena Lifetime.
La serie fue renovada para una segunda temporada de 15 episodios, estrenada el 10 de marzo de 2013.
Canal Sony estrenó la serie en Latinoamérica el 24 de octubre de 2012.
El 1 de noviembre de 2013, Lifetime anunció su decisión de cancelar la serie.

## Trama
La serie sigue la vida de Riley Parks, quien comienza a trabajar en un spa de su ciudad natal después de que su marido la abandona a ella y a sus dos hijos, dejándole una gran deuda financiera. Rápidamente, Riley se da cuenta de que el spa ofrece mucho más que masajes, pero decide seguir trabajando allí para continuar llevando comida a la mesa de sus hijos. Además de ayudar a manejar el negocio, ella lucha para equilibrar discretamente sus dos vidas, una madre sola que debe proveer para su familia y una mujer de negocios fuerte que trabaja en un negocio único y mal visto.

## Elenco

### Personajes principales
- Jennifer Love Hewitt como Riley Parks.
- Loretta Devine como Georgia Cummings, la dueña del spa.[9]
- Colin Egglesfield como Evan Park, el cuñado de Riley.[10]
- Rebecca Field como Lacey Jean, la mejor amiga de Riley.[11]
- Alicia Lagano como Selena Ramos, una masajista del spa que recomendó a Riley y que está celosa de la relación entre ella y Georgia.
- Brian Hallisay es Kyle Parks (regular a partir del ep. 7, recurrente anteriormente), el esposo de Riley y hermano de Evan que se alejó de su familia.[12]
- Cybill Shepherd como Lynette Montgomery, la madre de Riley.[13]
- Naturi Naughton como Kendra (temporada 1), una masajista del spa.[14]
- Kathleen York como Jolene (temporada 1), otra de las masajistas del spa.[15]
- Laura-Leigh como Nikki Shannon (temporada 2-), la nueva masajista del spa.

### Personajes recurrentes
- Tyler Champagne como Travis Parks, el hijo de Riley y Kyle.[12]
- Cassidy Guetersloh como Katie Parks, la hija de Riley y Kyle.
- Elisabeth Röhm como Taylor Berkhalter, una mujer que se pasa la vida compitiendo con Riley.[12]
- Greg Grunberg como Dale, el esposo de Lacey.
- Bart Johnson como Beau Berkhalter, el esposo de Taylor y jefe de Evan.
- Rob Mayes como Derek Malloy (temporada 2), masajista del spa que mantiene una relación sexual con Selena.
- T.V. Carpio como Shelby Prince compañera de Evan en la academia de policía y novia. (temporada 2)
- Michael Beach como Harold Clemens (temporada 2), el esposo de Georgia.
- Marco Sanchez como Graham Sandoval (temporada 2), el abogado de Kyle.
- Johnathon Schaech como Greg Carlyle (temporada 2), el proxeneta de Nikki, antes de que se fuera a trabajar al spa.
- Desi Lydic como Dee Ann (temporada 1), otra de las masajista del spa.[12]
- Jon Prescott como Dr. Mark Flemming (temporada 1), un viudo que pide a Riley salir con él.
- Brian Kerwin como Garrett (temporada 1), exnovio de Lynette.

## Episodios
| Temporada | Temporada | Episodios | Emisión original    | Emisión original    |
| Temporada | Temporada | Episodios | Inicio              | Final               |
| --------- | --------- | --------- | ------------------- | ------------------- |
|           | 1         | 10        | 8 de abril de 2012  | 17 de junio de 2012 |
|           | 2         | 15        | 10 de marzo de 2013 | N/A                 |

## Producción

### Desarrollo
El 10 de agosto de 2011, se anunció que Lifetime planeaba producir una serie basada en la película para televisión de 2010. Se anunció que Jennifer Love Hewitt retomaría su papel de Samantha Horton, aunque la serie se cree que es una nueva versión de la película, y no una continuación directa de la trama de esta. La serie fue escrita por Jordan Budde y se anunció que los productores de la película serían los productores ejecutivos junto a Hewitt.
Nancy Dubuc, presidente y gerente general de Lifetime, hizo un anuncio acerca de la serie, diciendo: "Amada por los espectadores, Jennifer Love Hewitt es un talento increíble dentro y fuera de la pantalla y estamos muy entusiasmados en continuar nuestra relación con ella en The Client List. Este proyecto está dentro del esquema con nuestra estrategia para ampliar la pizarra de Lifetime con una programación sin complejos que sorprenderá al público". La misma Hewitt hizo un anuncio formal más tarde, que dice: "Estoy muy contenta de estar trabajando con el fantástico equipo de Lifetime una vez más. Jordan Budde ha escrito un guion que refleja fielmente el espíritu de la película y estoy mirando adelante una colaboración increíble, con Lifetime, tanto como productora, tanto como actriz. Después de escuchar la visión de Lifetime para la nueva dirección de la cadena, así como el impresionante nivel de talento con el que está trabajando, supe que quería asociarme con ellos en la realización de televisión de calidad ".

### Promoción
Tres materiales promocionales fueron filmados en octubre de 2011. En enero de 2012 se anunció que iban a ser publicado antes del estreno de la serie. El primero de estos materiales fue publicado el 26 de enero de 2012, y contó con Jennifer Love Hewitt interpretando "Big Spender" de Shirley Bassey en estilo vídeo musical, en referencia a la verdadera naturaleza del trabajo en el salón de masajes. El vídeo recibió mucho interés de los medios de comunicación debido al subido tono del personaje de Hewitt, quien señaló que "sobre la base de esta nueva promoción, el espectáculo va a ser increíblemente sexy".

### Rodaje y Estreno
En un inicio se encargaron 10 episodios para la serie. La serie comenzó a filmarse el 17 de enero de 2012, y se estrenó el 8 de abril de 2012.

### Controversia
La serie ahora es objeto de una campaña nacional de los terapeutas de masaje con licencia para detener el programa antes de salir al aire. Las peticiones del grupo Massage Therapists Against The Client List han reunido más de 2.571 firmas al 5 de abril de 2012. El grupo afirma que:
"The Client List es una serie que perpetúa la idea errónea de que la terapia de masaje incluye contacto sexual inapropiado. Los Terapeutas de Masaje son profesionales de la salud entrenados y en la mayoría de los estados están autorizados y regulados por las juntas médicas estatales. Se adhieren a un código de ética y en algunos casos están bajo estándares éticos más altos que otros profesionales de la salud (a causa de estos mismos conceptos erróneos). Muchos terapeutas están trabajando en consultorios médicos y hospitales y proporcionan valiosos servicios terapéuticos. The Client List es un gran paso atrás".